# Christophe Brandt
Christophe Brandt (født 6. maj 1977) er en belgisk tidligere professionel cykelrytter.